# 3838 Epona
3838 Epona este un asteroid descoperit pe 27 noiembrie 1986 de Alain Maury.